# Josef Xaver Saský
Josef Xaver Saský, hrabě Lužický (též baron von Zabeltitz, německy Joseph Xavier von Sachsen, stejně jako jeho otec též jako Comte de Lusace, 23. srpna 1767, Drážďany – 25. června 1802, Osek), zvaný Chevalier de Saxe, byl důstojník a generál, který sloužil v různých armádách.
Jako Chevalier de Saxe bývá označován také Jan Jiří Saský, nemanželský syn Augusta II. Silného.

## Život
Narodil se jako Joseph Xavier Karl Raphael Philipp Benno von Sachsen, syn regenta Saského kurfiřtství, prince Františka Xavera Saského (1730–1806) a jeho manželky Marie Kláry Spinucciové.
Josef Xaver navštěvoval francouzskou vojenskou školu a stal se důstojníkem francouzské armády. V roce 1782 vstoupil do Maltézského řádu.  
Po francouzské revoluci opustil Francii a v roce 1794 odešel do Petrohradu.  Stal se plukovníkem ruské gardy a od carevny Kateřiny II. obdržel doživotní rentu 2000 rublů.
Podle Aldanova byl znám svým nevázaným životním stylem, fyzickou silou a především souboji. Byl dokonce považován za krále duelantů. Kvůli sporu s ruskými knížaty Ščerbatovem a Zubovem byl na příkaz carevny vypovězen z Ruska.
Poté odcestoval do Neapole za svou sestrou Marií Annou Saskou (1770–1845), manželkou prince Dona Paluzza Altieriho (1760–1834). Zde byl přijat do služeb neapolského krále jako generál. Zúčastnil se několika bitev proti francouzským útočníkům druhé koaliční války a v roce 1798 byl zraněn v bitvě u Civita Castellana. Po dobytí Neapole Francouzi odešel do Vídně, kde vstoupil do rakouských služeb.
V roce 1802 do Vídně přijeli někdejší ruští protivníci Chevaliera de Saxe, generáladjutant Platon Alexandrovič Zubov (1767–1822) a podplukovník Nikolaj Grigorjevič Ščerbatov (1777–1848), aby Josefa Xavera vyzvali na souboj. Ruský velvyslanec hrabě Andrej Kirillovič Razumovskij (1752–1836) a diplomat Charles Joseph de Ligne (1735–1814) se pokusili zprostředkovat smír mezi oběma stranami, ale neuspěli. Na 25. června 1802 byl nedaleko hradu Rýzmburka poblíž Teplic domluven souboj na pistole, během kterého byl Chevalier ruským podplukovníkem Ščerbatovem smrtelně zasažen.

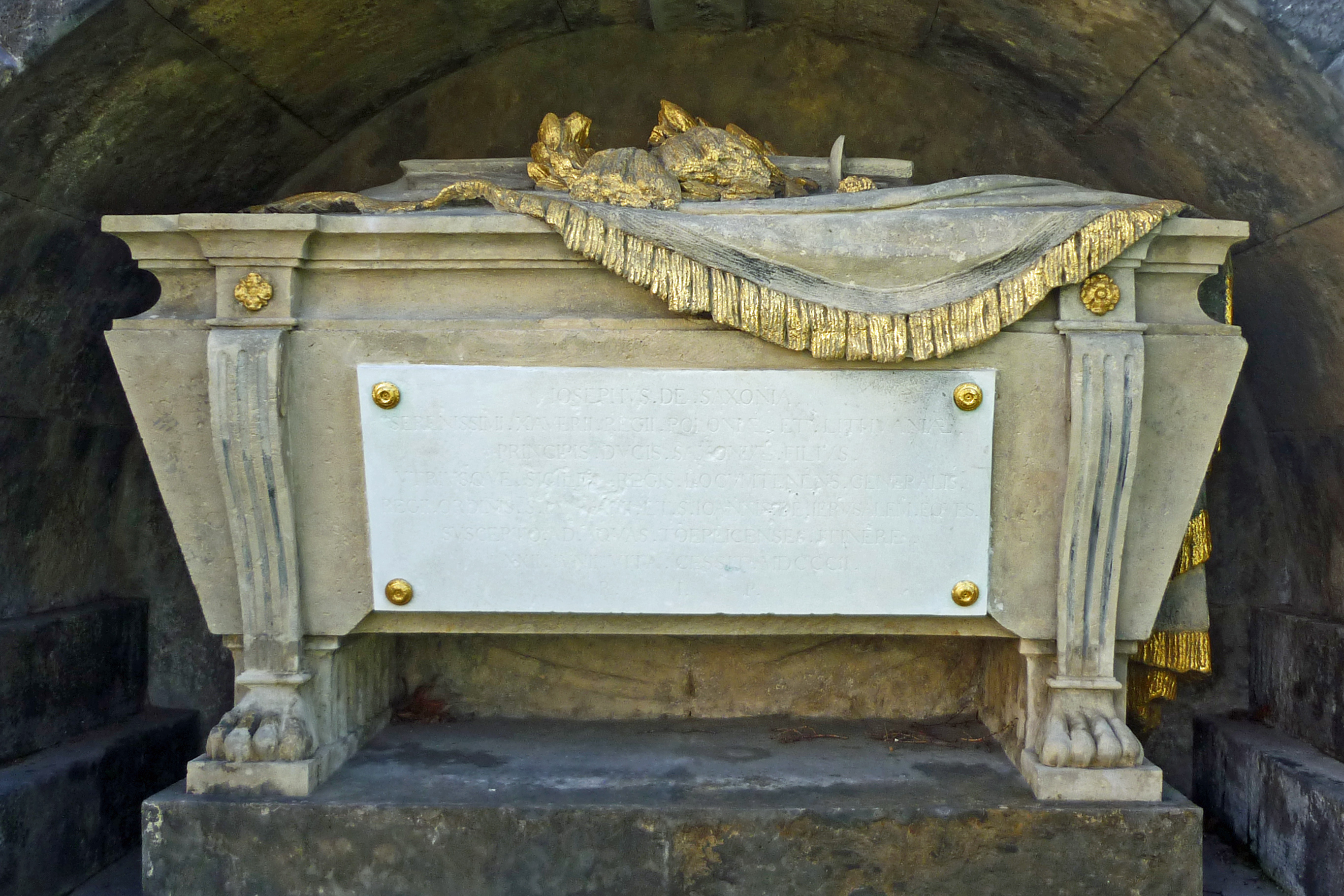
Náhrobník Josefa Xavera Saského na starém hřbitově u kostela svatých Petra a Pavla v Oseku

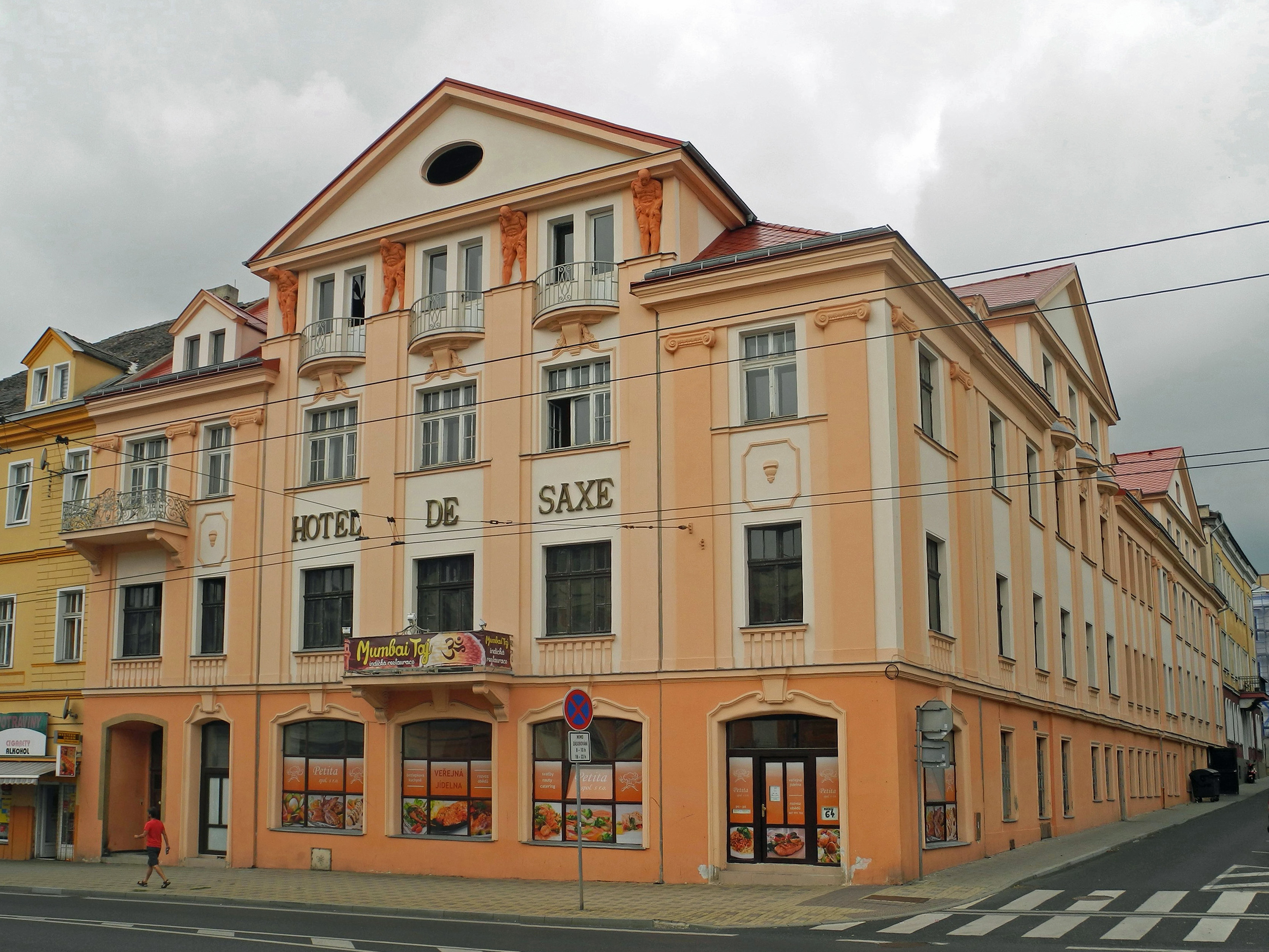
Hotel de Saxe v Teplicích

Náhrobní pomník Saského rytíře Josefa Xavera Saského se nachází na starém hřbitově u farního kostela sv. Petra a Pavla v obci Osek v severních Čechách. Náhrobník vytvořil sochař František Pettrich. Na náhrobku je latinský nápis tohoto znění: „Zde odpočívá Josef de Saxe – syn nejjasnějšího Xavera, královského prince Polska a Litvy, vévody saského – pověřený guvernér krále obou Sicílií, rytíř královského řádu sv. Januára a svatého Josefa Jeruzalémského, zemřel na své cestě k teplickým pramenům 22. června 1802.“ Náhrobek je chráněn jako kulturní památka (ÚSKP č. 42824/5-2712).
Památku „Chevaliera de Saxe“ dodnes připomíná také „Hotel de Saxe“ na Masarykově třídě 661/35 v Teplicích. 